# José Milián
José Milián Martínez (* 14. August 1973 in Mexiko-Stadt) ist ein ehemaliger mexikanischer Fußballspieler auf der Position eines Verteidigers.

## Laufbahn
Bevor Milián 1997 seinen ersten Profivertrag beim damals noch in seiner Heimatstadt ansässigen Club Necaxa erhielt, spielte er für diverse Mannschaften in der auf Amateurbasis betriebenen Liga Española de Fútbol.
Neben seiner langjährigen Station beim Club Necaxa, zu dessen Meistermannschaft er im Torneo Invierno 1998 gehörte, war Milián kurzzeitig für die ebenfalls in der ersten Liga spielenden Vereine Atlético Celaya, Real San Luis und Querétaro FC im Einsatz. Zum Ende seiner aktiven Laufbahn spielte er zwischen 2004 und 2006 noch für diverse Zweitligavereine; zunächst für die Lobos BUAP sowie anschließend für die Águilas Riviera Maya und die Delfines de Coatzacoalcos, bevor er seine aktive Laufbahn in Diensten der Guerreros de Tabasco ausklingen ließ.

## Erfolge
- Mexikanischer Meister: Invierno 1998